# Geothlypis velata
La golagialla meridionale (Geothlypis velata (Vieillot, 1809)) è un uccello della famiglia dei Parulidi originario delle regioni centro-meridionali del Sudamerica. In alcune classificazioni, è considerata una sottospecie della golagialla mascherata. In tal caso è nota con il nome di Geothlypis aequinoctialis velata.

## Descrizione
La golagialla meridionale è leggermente più piccola della golagialla mascherata. Ha regioni superiori di colore giallo-verde, regioni inferiori giallo brillanti, e becco prevalentemente nero. Rispetto alla golagialla mascherata, il maschio ha una maschera nera più sottile, con una fascia grigia più larga che si estende fino alla nuca e ai lati del collo. La femmina è simile, ma è priva della maschera nera. Ha una colorazione più spenta, presenta una quantità variabile di grigio sulla testa (spesso praticamente nulla), un anello oculare giallastro e una striscia giallastra che va dal becco all'occhio.
Questa specie si distingue facilmente dalle golagialla comuni svernanti per le regioni inferiori di un colore giallo uniforme, mentre la specie nordamericana ha l'addome bianco.

## Distribuzione e habitat
La golagialla meridionale è diffusa nelle regioni centrali del Sudamerica, dal Perù sud-orientale e dalle regioni adiacenti del Brasile, attraverso Bolivia, Paraguay, Uruguay e Brasile meridionale, fino all'Argentina centrale.

## Biologia
L'habitat di nidificazione è costituito da paludi e da altre aree umide con una bassa vegetazione fitta. La golagialla meridionale può anche essere rinvenuta in altre aree con una fitta boscaglia, ma è meno comune in habitat più aridi. La femmina depone due uova con macchioline bruno-rossastre in un nido a coppa imbottito posto in basso tra l'erba o tra la vegetazione palustre.
La golagialla meridionale viene solitamente avvistata in coppie, e non si associa ad altre specie. Ha spesso abitudini furtive, ma occasionalmente può spingersi allo scoperto, specialmente per cantare. Si nutre di insetti, bruchi compresi, che vengono di solito catturati tra la fitta vegetazione. Il canto è più lungo, più veloce e più gorgheggiato di quello della golagialla mascherata. Il richiamo è costituito da un veloce chiacchiericcio, piuttosto dissimile da quello delle altre specie di golagialla, e da un acuto chip più tipico.